# Corallina berteroi
Corallina berteroi Montagne ex Kützing, 1849  é o nome botânico  de uma espécie de algas vermelhas pluricelulares do gênero Corallina.
- São algas marinhas encontradas na  Mauritânia, África do Sul, Saara Ocidental, Índia, Sri Lanka, Nova Gales do Sul, Nova Zelândia, Papua Nova Guiné e em Queensland.

## Sinonímia
- Corallina berteroi Montagne, 1849 (nome ilegítimo)
- Arthrocardia capensis Areschoug, 1852
- Corallina berteroana Montagne, 1854
- Cheilosporum capense (Areschoug) De Toni, 1905
- Corallina capensis (Areschoug) Yendo, 1905